# Джонс, Адам (музыкант)
Адам Томас Джонс (англ. Adam Thomas Jones; род. 15 января 1965 года) — американский музыкант и художник-аниматор, наиболее известный как гитарист группы Tool. Четырежды был призёром премии «Грэмми»; занимает 75 место в списке 100 величайших гитаристов всех времён по версии журнала Rolling Stone 2003 года и 9 место в Топ-100 лучших метал-гитаристов по версии Guitar World. Помимо своего музыкального вклада в творчество группы Tool, Джонс также является режиссёром большинства видеоклипов группы, так как имеет опыт работы в области спецэффектов и сценографии в голливудской киноиндустрии.

## Биография

### Ранние годы и личная жизнь
Джонс родился в городе Парк-Ридж, штат Иллинойс, а вырос в Либертивилле, штат Иллинойс. Он обучался по методу Судзуки и продолжал играть на скрипке в течение первого года обучения в средней школе. В детстве он увлекался анимацией, превращая свои идеи в трёхмерные скульптуры, что объясняет, почему музыкальные клипы Tool часто имели эффекты 3D-глины. Позже он начал играть на контрабасе в оркестре.
Помимо классической музыки, Джонс играл на бас-гитаре в группе Electric Sheep, где Том Морелло из Rage Against the Machine играл на гитаре, пока Джонс не переехал в Калифорнию (Морелло вскоре последовал за ним). По словам обоих, в то время группа была довольно непопулярна. Джонс никогда не получал традиционных уроков игры на гитаре, а вместо этого учился на слух.
6 июля 2013 года Джонс женился на художнице Корин Фот. У них двое детей.

### Работа в кино
Джонсу предложили киношную стипендию, но он отказался и решил переехать в Лос-Анджелес, чтобы изучать искусство и скульптуру. Его интерес переключился на кино, и он начал работать скульптором и дизайнером спецэффектов, где он изучил технику стоп-кадра, которую позже применит в музыкальных клипах Tool, таких как «Sober», «Prison Sex», «Stinkfist», «Ænema», «Schism», «Parabola» и «Vicarious». Окончил университет в 1987 году.
После окончания университета Джонс пошёл работать в «Магазин персонажей» Рика Лаццарини. В течение следующих двух лет он работал в телешоу «Монстры». Он разработал и изготовил грим Мрачного Жнеца, а также голову зомби на шипе (позже использованную в фильме «Охотники за привидениями 2»). После этого он отправился в мастерскую спецэффектов Стэна Уинстона, где работал над фильмом «Хищник 2», лепя уникальный череп для интерьера космического корабля Хищника.
Джонс работал над несколькими другими фильмами в Голливуде, занимаясь гримом и сценографией, включая «Парк юрского периода», «Терминатор 2: Судный день», «Танцы с волками» и «Охотники за привидениями 2». Он сделал грим «Фредди Крюгер в утробе матери» для «Кошмара на улице Вязов 5: Дитя сна», а также работу для «Кошмара на улице Вязов 4: Повелитель сна».
Он также работал над рекламой салатных заправок (никогда не выходивших в эфир), Олимпийских красок и пятен (макияж Альберта Эйнштейна) и Duracell (боксеры и такси).

## Музыкальная карьера
Джонс также гастролировал с Джелло Биафра и The Melvins и внёс свой вклад в их альбомы Never Breathe What You Can't See и Sieg Howdy!. Джонс и гитарист/вокалист группы Melvins Базз Осборн — близкие друзья. Джонс также появился в альбоме Melvins Hostile Ambient Takeover, коллаборации между Melvins и Lustmord (Pigs of the Roman Empire) и альбоме группы Isis Wavering Radiant.
На Mr. Show он появился как вымышленный гитарист Puscifer вместе с коллегой по группе Мэйнардом Джеймсом Кинаном, а также его можно было заметить в аудитории, сидящей за столом с Кинаном в первом эпизоде сериала.
14 августа 2011 года Джонс исполнил национальный гимн Соединённых Штатов в начале рестлинга WWE SummerSlam (2011) в Лос-Анджелесе.

## Стиль исполнения
Адам Джонс известен тем, что не использует преимущественно какую-либо конкретную технику игры на гитаре, а скорее сочетает в себе множество техник, таких как «попеременное использование пауэр аккордов, скрипучий шум, перезвон арпеджио, ритмические паттерны вне ритма и тихий минимализм». Практически во всём альбоме 2019 года Fear Inoculum Джонс использовал гитару в drop D строе. В Lateralus и 10,000 Days он широко использовал триплеты. Другие методы, используемые для расширения звукового репертуара его группы, требуют также форм инструментального экспериментирования и применения неинструментальных экспериментов, таких как использование эпилятора в качестве медиатора в альбомах Ænima и Lateralus; продолжая в этом направлении на песне «Jambi», Джонс использует ток-бокс. В песне «Third Eye» он делал слайд по струнам медиатором в начале композиции. На концертах Джонса можно увидеть с большой педальной доской эффектов, включая педаль эквалайзера DOD FX-40B (EQ), Boss BF-2 Flanger, Boss DD-3 Digital Delay, MXR Micro Amp, Dunlop BB535 и две педали Boss Master переключения/питания среди прочих. В интервью 1994 года он упомянул, что группа Helmet оказала на него влияние.

## Изобразительное искусство
Джонс создал как внешнюю упаковку, так и внутреннюю обложку для многих альбомов Tool, а также переиздание альбома Giving Birth to a Stone группы Peach, на котором коллега Джонса по Tool Джастин Чанселлор играл на басу.
Он помогал группе Green Jellÿ с их сценическими персонажами и дизайном одежды.
В 2007 году он получил премию «Грэмми» в номинации «Лучшая обложка» в качестве арт-директора за свою работу над альбомом 10,000 Days.
Джонс придумал грим, который носили актёры в клипах «Schism » и «Parabol»/«Parabola».
В свободное время Джонс снимает фотографии, которые используются для визуальных эффектов на живых выступлениях Tool. Смешение фотографий и искусства[прояснить] появляется на многих больших мониторах в концертных залах, где выступают участники, а также просто является фоном. Изображения настраиваются таким образом, чтобы они появлялись вместе с определёнными песнями согласно сет-листу.
Помимо прочего, Джонс рисует свои собственные комиксы, проявляя художественные способности, которые он развил ещё в детстве. Кроссовер The X-Files/30 Days of Night 2010 года был написан в соавторстве с Джонсом и создателем 30 Days of Night Стивом Найлзом с произведениями Тома Мэндрейка.

## Дискография
Tool
- Opiate (1992 г.)
- Undertow (1993 г.)
- Ænima (1996 г.)
- Salival (2000 г.)
- Lateralus (2001 г.)
- 10,000 Days (2006 г.)
- Fear Inoculum (2019 г.)

Melvins
- Hostile Ambient Takeover (2002 г.)

Джелло Биафра и группа The Melvins
- Never Breathe What You Can't See (2004 г.)
- Sieg Howdy! (2005 г.)

Melvins/Lustmord
- Pigs of the Roman Empire (2004 г.)

Isis
- Wavering Radiant (2009 г.)